# Faro de Cabo Polonio
Der Faro de Cabo Polonio ist ein Leuchtturm (spanisch Faro) in Uruguay. Er steht in Cabo Polonio, einem kleinen Fischer- und Badeort im Departamento Rocha.

## Beschreibung
Das Bauwerk wurde nach den Plänen des Faro de José Ignacio an der Spitze des kleinen Kaps (spanisch Cabo) errichtet. Es besteht aus dem 25,9 Meter hohen Rundturm aus Klinkern und einem eingeschossigen Wohngebäude für die Leuchtfeuerwärter. Das Leuchtfeuer wurde 1881 in Betrieb genommen. Es dient der Orientierung in diesem anspruchsvollen Seegebiet, das durch die vorgelagerte Inselgruppe Islas de Torres und Untiefen gekennzeichnet ist.
Das Leuchtfeuer hat eine Feuerhöhe von 39,9 Metern und zeigt als Kennung einen weißen Blitz mit einer Wiederkehr von 12 Sekunden (Fl.W.12s). Die Tragweite beträgt 22 Seemeilen.
Der Faro de Cabo Polonio wurde 1976 zum nationalen Denkmal (spanisch Monumento de Uruguay) erklärt. Er ist immer noch bemannt und kann an bestimmten Tagen besichtigt und bestiegen werden.

## Trivia
Von der Wiederkehr des Leuchtfeuers inspiriert, komponierte Jorge Drexler 2006 das Album 12 segundos de oscuridad (deutsch 12 Sekunden der Finsternis).